# Georg Schmidt (Jurist)
Georg Schmidt (* 1957 in Trier) ist ein deutscher Jurist und ehemaliger Präsident des Verwaltungsgerichts in Trier.

## Werdegang
Schmidt schloss im Jahr 1986 seine juristische Ausbildung ab und wurde wissenschaftlicher Mitarbeiter beim Oberverwaltungsgericht Rheinland-Pfalz, wo er auch als Richter angestellt wurde. Zu den beruflichen Stationen gehörten unter anderem das Bundesverwaltungsgericht in Berlin, das Verwaltungsgericht Koblenz als Vorsitzender Richter und das Verwaltungsgericht Neustadt als Vizepräsident. Schmidt kehrte immer wieder an das Verwaltungsgericht in Trier zurück, dessen Präsident er von 2007 bis 2022 war.